# 贝尼·施密特
贝尼·施密特（德語：Beni Schmidt，1974年4月26日—），瑞士男子赛艇运动员。他曾代表瑞士参加1997年世界赛艇锦标赛，搭档马蒂亚斯·宾德尔获得男子轻量级双人单桨无舵手金牌。